# Ranunculus altaicus
Ranunculus altaicus är en ranunkelväxtart. Ranunculus altaicus ingår i släktet ranunkler, och familjen ranunkelväxter.

## Underarter
Arten delas in i följande underarter:
- R. a. altaicus
- R. a. shinanoalpinus
- R. a. taimyrensis